# Ма
 Тази статия е за древногръцката богиня.  За тайванския политик вижте Ма Индзиу.  За политическата група в Китай вижте Ма (клика).
Ма първоначално била служителка на фригийската богиня Кибела. Възложили ѝ да гледа малкия Бакх, а тя мамила ревнивата Хера, че детето не е от Зевс, а от Арес.
В по-късен етап започва да се възприема като самостоятелна богиня, като култът ѝ е честван с оргиастични мистерии в Кападокия, Мала Азия. Те значително надминавали оргиите на Кибела по разюзданост. Ма е чествана и на остров Крит, където е смятана за майка и съпруга на Зевс.
В Рим е въведена от Сула, а през I век пр. Хр. издигат неин храм. Поради войнствения характер на Ма, тя е отъждествявана с римската богиня на войната Белона.